# 연종록 부부 정효각
연종록 부부 정효각(延種祿 夫婦 旌孝閣)은 대한민국 충청북도 증평군 도안면 화성리에 있는 건축물이다. 2009년 10월 21일 증평군의 향토유적 제16호로 지정되었다.

## 개요
도안초등학교 정문 옆에 있다. 연종록은 평소 효성이 지극하여 늙은 어머니를 극진히 봉양하였고, 노모의 병이 위독하게 되자 자신의 손가락을 잘라 피를 먹여 목숨을 연명시킨 효자이며, 그의 부인 순흥 안씨는 연종록과 함께 부모를 극진히 공양하였고, 상을 당한 후 매일 묘소 앞에서 통곡을 하여 무릎이 물렀다고 한다. 
이를 알게 된 조정에서는 1895년(철종 10)에 이러한 그의 효성을 기리기 위해 동몽교관(童蒙敎官)에 증직하고 정려를 하사하였다. 이 정려각은 6대손인 연병택(延秉澤)이 마을 사람들과 함께 세웠으며 정효각은 정면 1칸, 측면 1칸의 맞배지붕의 기와집이다.

## 참고 문헌
- 연종록 부부 정효각 - 증평군 문화관광